# Alrakis
Alrakis eller My Draconis (μ Draconis, förkortad My Dra, μ Dra), som är stjärnans Bayer-beteckning, är en multipelstjärna i södra delen av stjärnbilden Draken. Den har en kombinerad skenbar magnitud på 4,92 och är synlig för blotta ögat där ljusföroreningar ej förekommer. Baserat på parallaxmätning inom Hipparcosuppdraget på ca 36,5 mas, beräknas den befinna sig på ett avstånd av ca 89 ljusår (27 parsek) från solen.

## Nomenklatur
My Draconis har det traditionella namnet Alrakis (som också skrivs som Arrakis och Errakis), som kommer från namnet på arabiska stargazers, al-Rāqiṣ, "Den vandrande kamelen"  eller "Dansaren" på arabiska.
År 2016 organiserade Internationella astronomiska unionen en arbetsgrupp för stjärnnamn (WGSN) med uppgift att katalogisera och standardisera riktiga namn för stjärnor. WGSN fastställde i september 2017 namnet Alrakis för My Draconis A, vilket nu ingår i IAU:s Catalog of Star Names.

## Egenskaper
Primärstjärnan My Draconis A är en gul till vit stjärna i huvudserien av spektralklass F6 V Den har en massa som är ca 35 procent större än solens massa, en radie som är ca 2,3 gånger solens radie och avger ca 7 gånger mer energi än solen från dess fotosfär vid en effektiv temperatur på ca 6 200 K.
Konstellationen består av en ensam primärstjärna (betecknad My Draconis A, även kallad Alrakis), en dubbelstjärna (My Draconis B) och ytterligare en ensam stjärna (My Draconis C). De två komponenterna i B betecknas My Draconis Ba och Bb. My Draconis A och Ba är nästan identiska stjärnor i huvudserien av spektraltyp F, med massa på 1,35 respektive 1,30 av solens massa. Båda har spektralklass av F5V, och har liknande skenbar magnitud på 5,66 respektive 5,69. Följeslagaren My Draconis B har en drivande radiell hastighet och är själv en spektroskopisk dubbelstjärna med en omloppsperiod på 2 270 dygn. Den mindre komponenten, My Draconis Bb, har en massa på ca 20 procent av solens massa. My Draconis C är en stjärna av 14:e magnituden med gemensam rörelse genom rymden och separerad med 132 bågsekunder från det ljusare stjärnparet, med en massa på ca 0,3 gånger solens massa.

## Asterism
Alrakis är del i asterismen Moderkamelerna (arabiska al'awa'id), tillsammans med Rastaban (Beta Draconis), Eltanin (Gamma Draconis), Kuma (Ny Draconis) och Grumium (Xi Draconis). Asterismen har också haft namnet Quinque Dromedarii (”De fem dromedarerna”).
På kinesiska ingår Rastaban i asterismen 天棓 (Tiān Bàng) "Lila förbjudna inneslutningen" som består av of Rastaban (Beta Draconis), Grumium (Xi Draconis), Kuma (Ny Draconis), Eltanin (Gamma Draconis) och Jota Herculis. I enlighet med detta heter Rastaban天棓三 (Tiān Bàng sān), vilket ska översättas med ”Den tredje stjärnan i den lila förbjudna inneslutningen”.